# Mussa Nastujew
Mussa Muchamiedowicz Nastujew (ros. Мусса Мухамедович Настуев; ukr. Муса Мухамедович Настуєв, ur. 22 stycznia 1976) – rosyjski, a od 2001 roku ukraiński judoka. Olimpijczyk z Aten 2004, gdzie odpadł w eliminacjach w wadze półlekkiej.
Wicemistrz świata w 2001; uczestnik zawodów w 2003. Startował w Pucharze Świata w latach 1997–1999, 2001–2004. Brązowy medalista mistrzostw Europy w 2002; piąty w 2004. Wicemistrz uniwersjady w 1999. Trzeci na MŚ wojskowych w 1997 roku.

## Letnie Igrzyska Olimpijskie 2004
| Konkurencja | Eliminacje        | Klas. końcowa |
| Konkurencja | Przeciwnik I      | Miejsce       |
| ----------- | ----------------- | ------------- |
| 66 kg       | João Pina (POR) P | I runda.      |